# Moustapha Reyadh
Moustafa Reyadh (né le 5 avril 1941) est un footballeur professionnel retraité égyptien évoluant au poste d'attaquant.

## Biographie
Il a joué sa carrière pour le club égyptien d'Al Tersana dès 1960-1961 lors de sa première saison. Ainsi, du fait de ses bonnes prestations, il représentera également l'équipe d'Égypte de football.
Il s'agit du 3e meilleur buteur de tous les temps de l'histoire de Première Division égyptienne derrière Hassan Al Shazly et Hossam Hassan avec 123 buts.
Il joua avec son équipe nationale la CAN 1962 et la CAN 1963, ainsi que pour l'équipe d'Égypte lors des Jeux olympiques d'été de 1964 à Tokyo.
Il prendra sa retraite footballistique lors de la saison 1976-1977.

## Palmarès

### En club
- Championnat d'Égypte de football 1962-63 avec Al Tersana
- Coupe d'Égypte de football 1964-65, 1966-67 avec Al Tersana

### Individuel
- 3e meilleur buteur du Championnat d'Égypte de football : 123 buts
- meilleur buteur du Championnat d'Égypte de football : 1961-62, 1963-64

## Statistique de ses buts en championnat
| Saison  | Buts                 |
| ------- | -------------------- |
| 1959/60 | 1                    |
| 1960/61 | 3                    |
| 1961/62 | 18 (Meilleur buteur) |
| 1962/63 | 13                   |
| 1963/64 | 27 (Meilleur buteur) |
| 1964/65 | 12                   |
| 1965/66 | 10                   |
| 1966/67 | 10                   |
| 1971/72 | 2                    |
| 1972/73 | 0                    |
| 1973/74 | 4                    |
| 1974/75 | 11                   |
| 1975/76 | 7                    |
| 1976/77 | 5                    |